# Apollo 8 (volleybollklubb)
Apollo 8 är en volleybollklubb från Borne, Nederländerna. Föreningen grundades 6 januari 1969 och tog sitt namn efter Apollo 8, som rundat månen några veckor tidigare. Klubben har omkring 600 medlemmar med aktivitet både på dam- och herrsidan. Damelitlaget debuterade i Eredivisie säsongen 2018/2019 och spelade i CEV Challenge Cup 2021–2022. Herrelitlaget spelar i 1e Divisie (den tredje högsta serien).